# Метод Бэкона
Метод Бэкона — индуктивный метод познания, представленный Ф. Бэконом в сочинении «Новый органон» (1620).
Недовольный состоянием наук своего времени, Бэкон предпринял попытку обновить способ исследования природы, который бы не только сделал более надёжными имеющиеся науки и искусства, но сверх того дал возможность открывать новые, ещё неизвестные человечеству.
«Новый Органон» стал второй частью обширного труда «Великое восстановление наук», которое, по задумке Бэкона, должно состоять из шести частей. Однако автор закончил лишь две первые части.
Многие исследователи отмечали смутность и незавершённость в изложении Бэкона своей индукции. Распространено заблуждение, что индукция «Нового Органона» есть просто путь познания от конкретного опыта к общезначимым основоположениям. Такая индукция широко использовалась в науке и до него, и Бэкон неоднократно отмечал ошибочность общепринятого опытного познания:

Два пути могут существовать для отыскания и открытия истины. Один воспаряет от ощущений и частностей к наиболее общим аксиомам и, идя от этих оснований и их непоколебимой истинности, обсуждает и открывает средние аксиомы. Этим путём и пользуются ныне. Другой же путь выводит аксиомы из ощущений и частностей, поднимаясь непрерывно и постепенно, пока наконец не приходит к наиболее общим аксиомам. Это путь истинный, но не испытанный. Оба эти пути исходят из ощущений и частностей и завершаются в высших общностях. Но различие их неизмеримо. Ибо один лишь бегло касается опыта и частностей, другой надлежащим образом задерживается на них.

## Ошибочность прежней индукции
Для того чтобы проникнуть в глубину природы, необходимо верным и осторожным путём отвлекать от вещей понятия и аксиомы, «и вообще необходима более надёжная работа разума».
Силлогизм не приложим к принципам знаний, так как состоит из предложений, предложения из слов, а слова суть знаки понятий. Поэтому если сами понятия спутаны и необдуманно отвлечены от вещей, то нет ничего прочного в том, что построено на них. Поэтому единственная надежда — в истинной индукции:

Чтобы хорошо и правильно строить эту индукцию нужно применить много такого, что до сих пор не приходило на ум ни одному из смертных, и затратить больше работы, чем до сих пор было затрачено на силлогизм. До сих пор в недрах природы таится много весьма полезного, что не имеет родства или соответствия с уже изобретённым и целиком расположено за пределами воображения.

Согласно Бэкону, самым лучшим из всех доказательств является опыт, если только он коренится в эксперименте. Однако «опытное познание, которое обычно применяют люди, слепо и имеет четыре недостатка»:
- ненадёжность впечатлений самих чувств;
- неопределённость и плохое отвлечение понятий от впечатлений чувств;
- заключение об основах наук посредством простого перечисления;
- открытие и проверка, когда сначала строятся самые общие основания, а потом посредством их проверяются средние аксиомы.

## Открытие аксиом
Правильно открытые и установленные аксиомы влекут за собой многочисленные ряды практических приложений. Эти аксиомы открывают исследователю формы или истинные отличия вещей, которые в действительности суть законы чистого действия.
Для построения аксиом должна быть придумана иная форма индукции, чем та, которой пользовались до сих пор. Настоящая индукция, которая будет полезна для открытия новых и доказательства уже известных наук и искусств, должна разделять природу посредством должных разграничении и исключений. И затем после достаточного количества отрицательных суждений она должна заключать о положительном.
Для наук следует ожидать пользы тогда, когда исследование восходит по непрерывным ступеням — от частностей к меньшим аксиомам и затем к средним, одна выше другой, и наконец к самым общим. Самые низшие аксиомы мало отличаются от голого опыта. Высшие и самые общие аксиомы умозрительны и абстрактны. Средние же аксиомы «истинны, тверды и жизненны, от них зависят человеческие дела».
В Новом Органоне Бэкон указывает два рода аксиом превращения тел.
Первый рассматривает тело как соединение простых природ. Так, в золоте, например, соединяется то, что оно желто, тяжело, ковко, тягуче и т. д. Аксиома этого рода выводит вещь из форм простых природ.

Так, тот, кто знает формы и способы наведения желтизны, тяжести, ковкости, прочности и т. п., а также их степени и меры, тот может соединить их в каком-либо теле, откуда последует превращение в золото.
Этот род работы относится к первичному действию и исходит из того, что постоянно, вечно и всеобще в природе, и открывает человеческому могуществу широкие дороги, которые едва может охватить и представить себе человеческая мысль.

Второй род аксиом зависит от открытия скрытого процесса и направлен не на простые природы, а на конкретные тела (например, при рождении животных от совокупления до родов).

## Выявление форм
По Бэкону, в природе не существует ничего действительного, помимо единичных тел, осуществляющих сообразно с законом отдельные чистые действия. Формами Бэкон называет этот закон и его подразделения.

Дело и цель человеческого знания в том, чтобы открывать форму данной природы, или истинное отличие, или производящую природу, или источник происхождения (ибо таковы имеющиеся у нас слова, более всего приближающиеся к обозначению этой цели.

Бэкон неоднократно предупреждает, что никто успешно не отыщет природу вещи в самой вещи — исследование должно быть расширено до более общего, поскольку то, что в одних вещах считается скрытым, в других имеет явную и обычную природу. Кроме того, Бэкон утверждает, что знание причины какой-либо природы (например, белизны или теплоты) только в некоторых предметах, несовершенно. Знание же формы охватывает единство природы в несходных материях.
Чем больше исследование склоняется к простым природам, тем более все будет ясно и очевидно, так как переходит от многообразного к простому, от бесконечного и смутного к конечному и определённому. Естественное исследование лучше всего подвигается вперед, когда физическое завершается в математическом.
Исследование форм (у Бэкона — на примере теплоты) происходит следующим образом:
- Сначала нужно для каждой данной природы представить в таблице все известные примеры, сходящиеся в этой природе, хотя бы и посредством самых различных материй. Эта таблица называется таблицей присутствия (Примеры, сходящиеся в природе тепла).
- Во-вторых, должно представить разуму примеры, которые лишены данной природы (в предметах наиболее родственных тем, в которых данная природа присутствует), так как форма так же должна отсутствовать там, где отсутствует природа, как и присутствовать там, где она присутствует. Это таблица отсутствия в ближайшем (Примеры ближайшего, лишённого природы тепла).
- В-третьих, должно представить разуму примеры, в которых исследуемая природа присутствует в большей и в меньшей степени. Это возможно или посредством сопоставления роста и уменьшения этого свойства в одном и том же предмете, или посредством сравнения его в различных предметах. Это таблица степеней (Таблица степеней для тепла).

Эти три таблицы представляют исследователю примеры. За этим следует сама индукция:

Первое дело истинной индукции есть отбрасывание отдельных природ, которые не встречаются в каком-либо примере, где присутствует данная природа, или встречаются в каком-либо примере, где отсутствует данная природа, или встречаются растущими в каком-либо примере, где данная природа убывает, или убывают, когда данная природа растёт. После сделанного должным образом исключения останется положительная и хорошо определённая форма. Сказать это просто, но путь к этому извилист и труден.

Представив в «Новом Органоне» таблицы исследования природы тепла, Бэкон показывает пример предварительного выведения формы теплоты:

Из всех примеров и из каждого из них видно, что природа, частным случаем которой является тепло, есть движение. Истинными отличиям, которые делают определённым движение и приводят его к форме тепла являются следующие:
- тепло есть движение, при котором тело стремится к расширению, при том такое, что тело одновременно стремится вверх;
- тепло не есть движение равномерного расширения всей массы, но расширения в малейших частицах тела;
- это движение прокалывания и проникновения довольно быстрое, а не медленное.

Эти отличия позволяют сделать начальное истолкование природы тепла. После этого нужно перейти к дальнейшим вспомогательным средствам и истинной и совершенной индукции.

Однако, назвав вспомогательные средства, Бэкон так и не написал о последних этапах индукции, которые должны представить аксиомы и показать переход от них к новым опытам и открытиям.
Известно, что вторая часть его «Нового Органона» осталась незаконченной. Именно в этой части он намеревался в дополнение к теории индукции развивать новую теорию дедукции, как это видно из следующих строк его сочинения: «Указания относительно истолкования природы распадаются на два отдела. В первом дело идёт об образовании положений из опыта, а во втором — о дедукции, или о выводе новых экспериментов из положений (de ducendis auf denvandis experimentis novis ab axiomatibus)». Отсюда видно, что Бэкон не успел развить это положение. Но и изложенный в «Новом Органоне» индуктивный метод Бэкон не рассматривал, как законченный; учёный надеялся на то, что метод будет развит будущими поколениями.